# Guillaume d’Aigrefeuille l’Ancien

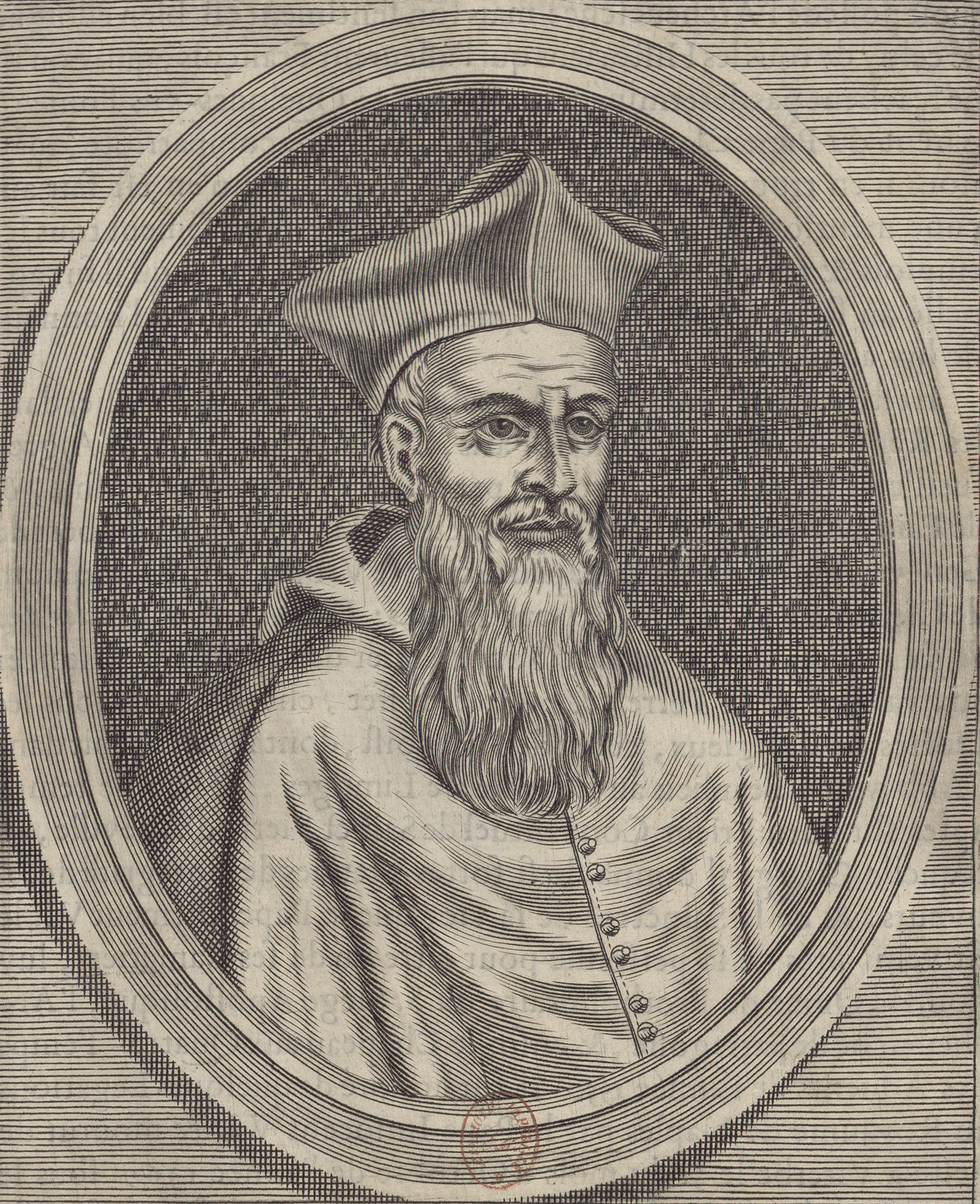
Kardinal Guillaume d’Aigrefeuille l’Ancien

Guillaume d’Aigrefeuille l’Ancien OSB (* 1326 in La Font (Diözese Limoges); † 4. Oktober 1369 in Viterbo) war ein französischer Kardinal der römischen Kirche, genannt auch „Kardinal von Saragossa“.

## Herkunft
Er war der zweite Sohn von Guillaume d’Aigrefeuille und Aiglinde de Tudeils, der Bruder von Aymar d’Aigrefeuille, Marschall des Päpstlichen Hofes in Avignon, und von Kardinal Faydit d’Aigrefeuille, sowie der Onkel des Kardinals Guillaume d’Aigrefeuille le Jeune.

## Leben

### Kardinal mit 24 Jahren
Seine kirchliche Laufbahn verdankte er seinem Vetter Pierre Roger, dem späteren Papst Clemens VI.
Er trat er bei den Benediktinern von Beaulieu ein, ging dann in die Abtei Lagrasse in der Diözese Carcassonne. Er wurde vom mit ihm verwandten Erzbischof von Rouen zum Prior von Saint-Pierre in Abbeville ernannt. Kurz nach seiner Wahl machte Papst Clemens VI. ihn zum Apostolischen Protonotar und Auditor der Rota in Avignon. Er war gerade 20 Jahre alt, als er am 19. Januar 1347 zum Erzbischof von Saragossa gewählt wurde.
Auf dem Konsistorium vom 17. Dezember 1350 wurde er zum Kardinal erhoben und zum Kardinalpriester von Santa Maria in Trastevere ernannt. In gleichen Konsistorium zum Kardinalat erhoben wurden auch Raymond de Canillac, Pierre de Cros und Étienne de la Garde, ebenfalls Verwandte des Papstes.

### Legat für Innozenz VI.
Zwei Jahre später, am 16. Dezember nahm er als einer von 25 Angehörigen des Kardinalskollegiums am Konklave teil, das einen Nachfolger für Clemens VI. wählte. Am 18. Dezember 1352 wählte sie mit Étienne Aubert einen anderen Limousiner, der sich Innozenz VI. nannte. Dieser Papst machte ihn im Lauf des Jahres 1355 zum Legat in Sizilien, um das Königreich nach dem Tod Königs Ludwig zu verwalten.
Nach dem Tod Innozenz’ VI. am 22. September 1362, waren es 20 Kardinäle, die ins Konklave gingen. Sechs Tage später wurde Guillaume Grimoard, Abt von Saint-Victor in Marseille gewählt, der den Namen Urban V. annahm. Die Kandidatur wurde vorgeschlagen und unterstützt von Kardinal d’Aigrefeuille.  auf Anraten seines Bruders Pierre, Bischof von Uzès.

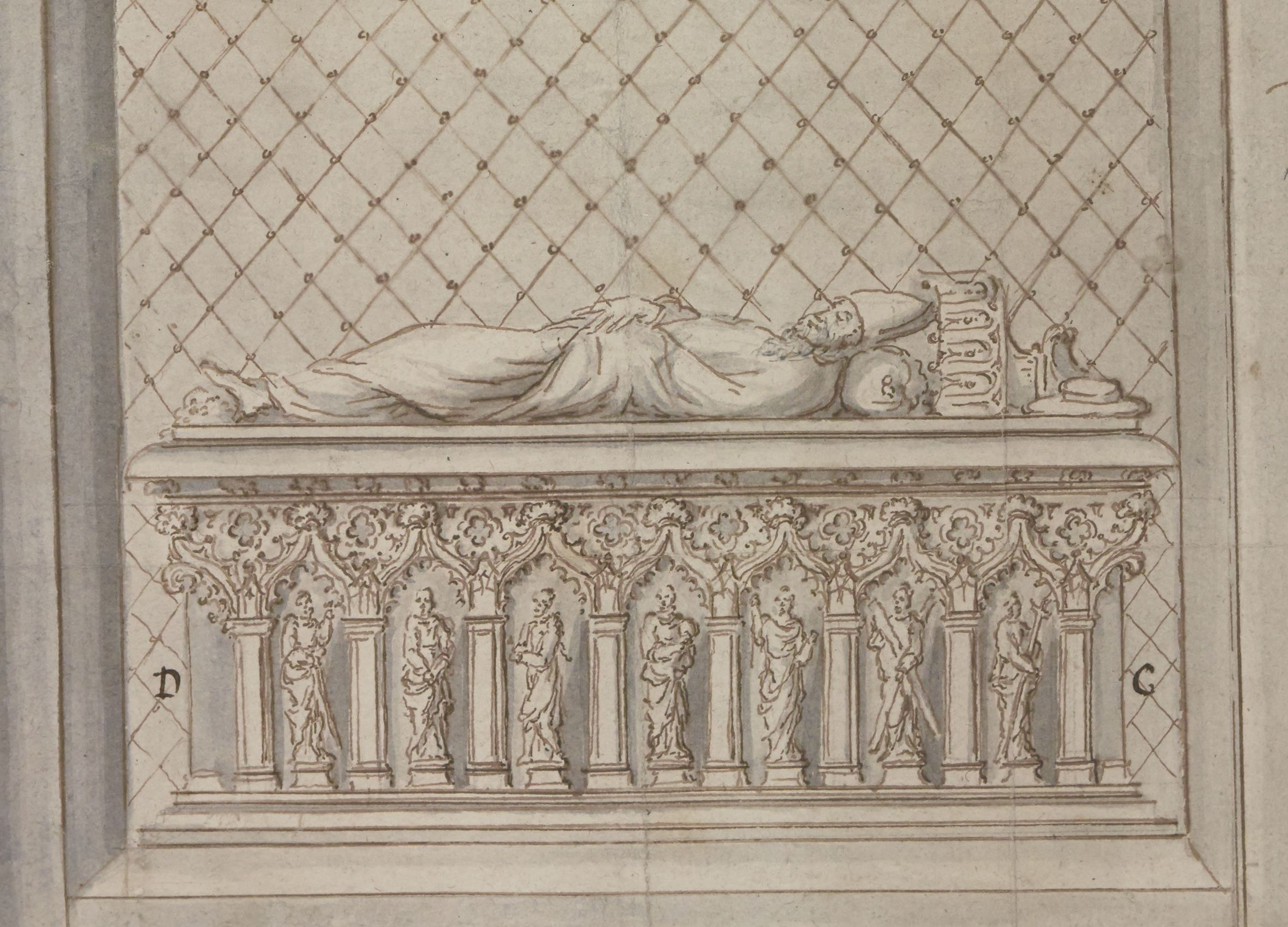
Grabmal des Kardinals in Saint-Martial de Limoges (Zeichnung von 1726)

### Der Gründer des Fürstentums Andorra
Er wurde im Oktober 1363 von Urban V. zum Kardinalpriester von Santa Susanna, dann zum Camerlengo und am 17. September 1367 zum Bischof von Sabina. Er begleitete den Papst bei seiner Rückkehr nach Rom im gleichen Jahr. Urban V. ernannte ihn zum Schiedsrichter im Streit um Andorra zwischen dem Bischof von Urgell und Gaston Fébus, Graf von Foix. Es war der Kardinal, der nach den Statuten, die er ihnen gab, daraus ein Fürstentum machte, in dem zwei Kofürsten regierten.

### Der Kardinal erliegt der Pest
1368 fragte Guillaume d’Aigrefeuille, nach Benefizien für seinen leiblichen Vetter Bertrand de Vayrac und Jean de Merle. Am 31. Oktober 1368 wurde von Urban V. zum Legate für das Königreich Neapel ernannt.
Am 4. Oktober 1369 starb er in Viterbo an der Pest. Zuerst wurde vor Ort in der Augustiner- oder Dreifaltigkeitskirche begraben, dann wurden seine sterblichen Überreste nach Saint-Martial de Limoges gebracht, wo er ein prächtiges Grab hatte errichten lassen.